# Guerra civile navarrese (1451-1455)
La guerra civile navarrese del 1451 - 1455 fu un conflitto per la successione al trono del Regno di Navarra che contrappose re Giovanni II di Navarra a suo figlio ed erede apparente Carlo.
Quando la guerra ebbe inizio, Giovani II era già stato incoronato re di Navarra dal 1425 tramite il matrimonio con sua moglie, Bianca I di Navarra, che lo aveva sposato nel 1420. Secondo gli accordi matrimoniali stilati nel 1419, il figlio di Giovanni e Bianca sarebbe succeduto al trono della Navarra alla morte di Bianca. Quando Bianca morì nel 1441, Giovanni mantenne il governo nelle proprie mani e ne privò pertanto suo figlio Carlo (n. 1421), che venne creato nel 1423 Principe di Viana. Giovanni tentò di accontentare suo figlio concedendogli la luogotenenza della Navarra, ma gli alleati francesi di Carlo, i Beaumontesi, portarono i due al conflitto. Giovanni venne supportato dagli Agramontesi.
Dal 1451 al 1455 fu guerra aperta in Navarra. Carlo venne sconfitto nella Battaglia di Aybar del 1452, catturato e poi rilasciato; e Giovanni tentò di diseredarlo nominando quale suo erede legale la figlia Eleonora, la quale aveva sposato Gastone IV di Foix. Nel 1451, la nuova moglie di Giovanni, Juana Enríquez, diede alla luce un figlio, Ferdinando. Nel 1452, Carlo abbandonò suo padre per recarsi dapprima in Francia per cercare alleati, e po alla corte di suo zio, il fratello maggiore di Giovanni, Alfonso V di Napoli. Carlo era popolare in Spagna e Giovanni stava divenendo sempre più impopolare dal momento che si era rifiutato di riconoscere Carlo addirittura come primogenito, probabilmente pianificando di nominare Ferdinando quale suo erede. La Guerra civile navarrese presagì la Guerra civile catalana del 1462–72, nella quale ancora una volta i pessimi rapporti tra Giovanni e Carlo precipitarono gli eventi.